# Derek Sherinian

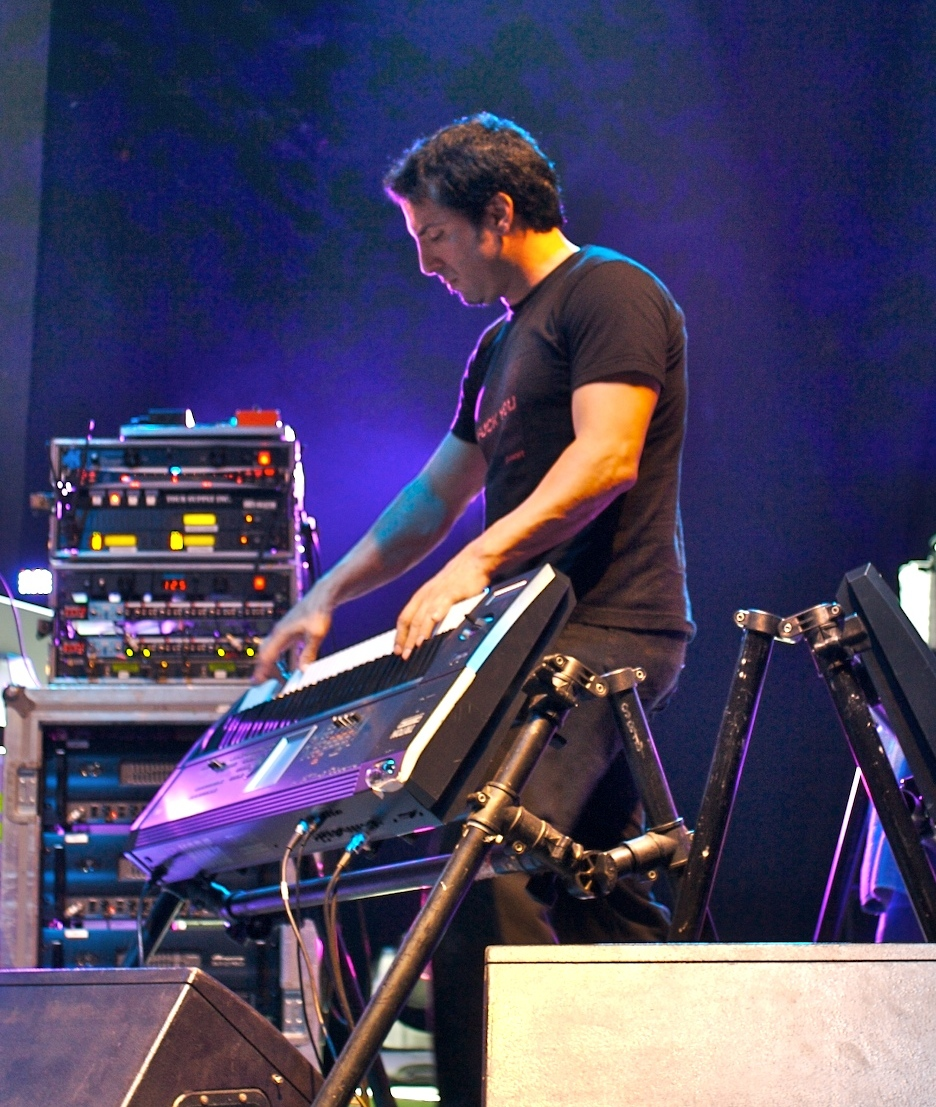
Derek Sherinian bei einem Konzert mit Billy Idol 2006

Derek Sherinian (* 25. August 1966 in Laguna Beach, Kalifornien) ist ein US-amerikanischer Keyboarder armenischer Abstammung. In Erscheinung trat er als Mitglied von Dream Theater,  Black Country Communion und Sons of Apollo, den Bands von Alice Cooper, Billy Idol, Joe Bonamassa und Yngwie Malmsteen sowie als Studiomusiker für KISS.

## Biografie
Nachdem Sherinian das Klavierspiel ab dem Alter von fünf Jahren erlernt hatte, erhielt er im High-School-Alter ein Stipendium an der renommierten Jazz-Hochschule Berklee College of Music in Boston. Dort konnte er einige wichtige Kontakte knüpfen, darunter zu Will Calhoun, der später an Gruppen wie Living Colour und Megadeth beteiligt war, sowie zu dem bekannteren Rockgitarristen Al Pitrelli (u. a. Savatage, Alice Cooper).
Auf das Bestreben von Pitrelli hin, der zu dieser Zeit Produzent von Alice Cooper war, wurde Sherinian 1989 in dessen Band vermittelt. Aus dieser Zusammenarbeit gingen mehr als 250 Konzerte für den Millionenseller Trash hervor, später wurde er für zwei neue Studioalben eingespannt und behauptete sich daneben als Live- und Studio-Musiker bei der Band KISS.
1994 fand er Anschluss bei der Progressive-Metal-Band Dream Theater. Hier war er an drei Alben (davon lediglich ein reguläres Studioalbum: „Falling into Infinity“, 1997, Eastwest Records) und zwei umfangreichen Welttourneen beteiligt und konnte sich dabei vor allem durch sein Spiel auf der Hammond-Orgel beweisen. 1999 erfolgt die Trennung, nachdem die Band in Jordan Rudess einen Nachfolger gefunden hatte, dessen musikalischen Vorstellungen für die weitere Entwicklung von Dream Theater sich mehr mit denen der übrigen Mitglieder deckten.
Ab 2000 veröffentlichte Sherinian sieben Soloalben unter Mitwirkung einer Reihe von hochrangigen Rockmusikern, darunter etwa Yngwie Malmsteen, Zakk Wylde, Steve Lukather, Simon Phillips, Slash, Billy Idol, John Petrucci und Tony Franklin. Zur Single-Auskopplung In the Summertime mit Sherinian, Slash, Billy Idol, Franklin und Brian Tichy, einer Coverversion des gleichnamigen Stücks von Mungo Jerry, wurde ein Musikvideo produziert.
Bereits 2005 hatte Sherinian mit Billy Idol für dessen Comeback-Album Devil’s Playground zusammengearbeitet, 2006 produzierten die beiden dann ein Album mit Weihnachtsliedern, das den Titel Happy Holidays erhielt. Für Idols bisher letzte Veröffentlichung, das Best-of-Album Idolize Yourself, schrieb Sherinian zusammen mit Brian Tichy und Idol den Song John Wayne, außerdem spielte er Keyboards für den Titel New Future Weapon. Beide wurden als Bonustracks auf dem Album veröffentlicht.
Aus seinem Debütalbum Planet X, das er mit dem australischen Schlagzeuger Virgil Donati aufgenommen hatte, ging eine Progressive-Fusion-Band gleichen Namens hervor, an der außerdem der Gitarrist Tony MacAlpine beteiligt war, der jedoch inzwischen ausgestiegen ist. Das aktuelle Album „Quantum“ nennt nur Sherinian und Donati als feste Mitglieder.
2010 schloss sich Sherinian mit Glenn Hughes, Jason Bonham und Joe Bonamassa zur Gruppe Black Country Communion zusammen; das gemeinsam produzierte Album Black Country Communion erschien am 16. September 2010. Bereits im August 2010 hatten die Mitglieder der Gruppe mit dem Songwriting für das Nachfolgealbum begonnen, das sie im Januar und Februar 2011 aufnahmen. Es trägt den Titel 2 und erschien am 10. Juni 2011. Das dritte Studioalbum Afterglow sowie eine Live-CD erschienen 2012. Nach einer Unterbrechung, da Joe Bonamassa die Band verließ, folgte 2017 die Reunion von Black Country Communion mit dem vierten Studioalbum BCCIV. 2024 folgte ein weiteres Album mit dem Titel V.
Ein neues Projekt mit dem Namen Sons of Apollo entstand 2017 unter anderem mit dem ehemaligen Dream-Theater-Bandkollegen Mike Portnoy. Mit den Alben Psychotic Symphony und MMXX waren sie international erfolgreich.
Sherinian ist Betreiber eines Musikstudios namens Leopard Room in Hollywood Hills.

## Diskografie

### Solo
- 1999: Planet X
- 2001: Inertia
- 2003: Black Utopia
- 2004: Mythology
- 2006: Blood of the Snake
- 2009: Molecular Heinosity
- 2011: Oceana (feat. Simon Phillips)
- 2020: The Phoenix
- 2022: Vortex

### Mit Billy Idol
- 2005: Devil’s Playground
- 2006: Happy Holidays
- 2008: Idolize Yourself

### Mit Kiss
- 1993: Alive III

### Mit Alice Cooper
- 1994: The Last Temptation
- 1995: Classicks

### Mit Dream Theater
- 1995: A Change Of Seasons
- 1997: Falling Into Infinity
- 1998: Once In A LIVEtime (live)

### MitPlatypus
- 1999: When Pus Comes To Shove
- 2000: Ice Cycles

### MitPlanet X
- 2000: Universe
- 2002: Live From Oz (live)
- 2002: MoonBabies
- 2007: Quantum

### Mit Black Country Communion
- 2010: Black Country Communion
- 2011: 2
- 2012: Live Over Europe
- 2012: Afterglow
- 2017: BCCIV
- 2024: V

### MitAll Too Human
- 1998: Forever and a Day
- 2002: Entropy

### MitSons of Apollo
- 2017: Psychotic Symphony
- 2019: MMXX

### Weitere Projekte
- 1993: Gillrock Ranch – Brad Gillis
- 1996: Odd Man Out – Pat Torpey
- 2002: Jughead – Jughead
- 2002: Attack!! – Yngwie Malmsteen
- 2005: Devil’s Playground – Billy Idol
- 2008: Payback Time – Marya Roxx
- 2010: Sunflickers – Thomas Tomsen
- 2010: Relocator – Relocator
- 2021: Immortal – Michael Schenker Group/MSG. Auf diesem Album von Michael Schenker spielt Sherinian lediglich im Lied Drilled to Kill als Gastmusiker die Keyboards.
- 2022: Last Goodbye – STR8
- 2024: My Years with UFO  – Michael Schenker
- 2024: Save Me [Single] - Cil City